# Авангард (ракетний комплекс)
«Авангард» (інше найменування розробки: РС-26, «Рубіж») — гіперзвуковий планерувальний блок у складі російського рухомого ґрунтового ракетного комплексу з міжконтинентальною балістичною ракетою середньої дальності. Є подальшим розвитком проєкту «Ярс» (РС-24 «Ярс») з новими керованими бойовими блоками для прориву протиракетної оборони. 

## Історія
РС-26 «Рубеж» — це нова розробка росіян, роботи над якою велись щонайменше з 2006 року. Однак фактичну готовність цієї ракети оцінити важко. Вважається, що проєкт був закінчений у 2015 році і у 2017 році цю ракету мали прийняти на озброєння.
Як на думку експертів, ракету «Рубеж» створили на базі двох ступенів міжконтинентальної ракети «Тополь-М». Розробником ракети є «Московский институт теплотехники», який створив інші російські ракети цього ж класу – «Темп-2С», «Пионер», «Тополь» та «Ярс». Безпосереднім виробником ракети називають «Воткінський завод», який зокрема виготовляє балістичні ракети «Іскандер». 
У вересні 2020 року Путін назвав Герберта Єфремова головним розробником «Авангарду».
Порівняно з РС-24 «Ярс», автономна пускова установка ракетного комплексу РС-26 є суттєво легшою (менше 80 тонн порівняно з 120 тоннами в «Ярса»). Ракета може запускатись по цілях на дальності 2000–6000 км (що порушує договір про РСМД).
Припускалось, що МБР у 2015 році надійде на озброєння Іркутського ракетного з'єднання РВСП і доповнить групу наявних на озброєнні РВСП ракет «Ярс» (РС-24) і «Тополь-М» (РТ-2ПМ2). Припускалось, що розгортання пересувного ракетного комплексу РС-26 розпочнеться наприкінці 2017 року та лише в мобільному варіанті. Ракети цього типу замінять у складі РВСП застарілі комплекси РТ-2ПМ «Тополь».
У своєму Посланні до Федеральних зборів 1 березня 2018 року президент Росії Володимир Путін оголосив про те, що ракетний комплекс «Авангард» запущений у серійне виробництво.
22 березня 2018 року ТАРС, посилаючись на джерело в МО РФ, заявило, що мобільний ракетний комплекс РС-26 «Рубіж» і БЗРК «Баргузін» виключені з держпрограми озброєння до 2027 року (ГПВ-27). Замість них у ГПВ-27 включений комплекс шахтового базування «Авангард» як такий, що має важливіше значення для обороноздатності країни. Причиною виключення названа неможливість одночасного фінансування вищеназваних програм.
17 грудня 2022 року стало відомо що у Росії на бойове чергування заступив полк, який озброєний ракетним комплексом «Авангард». Полк розгорнутий у Ясненському ракетному з’єднанні 13-ї ракетної дивізії ракетних військ стратегічного призначення (РВСП) РФ, яка розташована в Оренбурзькій області.

## Конструкція
За заявою Путіна, ракета оснащена гіперзвуковим планувальним крилатим блоком для прориву навіть перспективних систем ПРО. Його швидкість перевищує 20 М і він іде до цілі як вогняна куля, температура поверхні якої становить 1600–2000 °C.
Ракета оснащується роздільною головною частиною індивідуального наведення та має комплекс засобів подолання протиракетної оборони. Можливо, твердопаливна, триступінчаста, дальність польоту — до 12 000 км, може оснащуватись 3–6 бойовими блоками потужністю 150–300 кт.
За оцінками експертів, для ураження керованого бойового блоку РС-26 необхідно не менше 50 протиракет SM-3, що, фактично, робить НПРО США бездоладною.
Незважаючи на те, що офіційно заявлена дальність ракети не менше 6 000 км, вона, на думку США, порушує договір РСМД, позаяк є суттєво легшою МБР «Тополь-М» і з меншим запасом палива може запускатись по цілях від 2000 км. При цьому незрозуміло, чим ситуація принципово відрізняється від теперішньої — так, наявні на бойовій варті ракети УР-100Н УТТХ мають мінімальну дальність близько 1000 км при максимальній до 10 000 км.

## Випробування
Станом на березень 2015 року в РФ проведено 5 пусків, з них 4 — успішно.
Перший пуск з рухомої пускової установки було проведено 28 вересня 2011 року з космодрому Плесецьк — на полігон Кура. Проте пуск був невдалим.
Другий пуск був проведений з того ж полігону 23 травня 2012 року.
24 жовтня 2012 року було проведено третій пуск РС-26 з полігону Капустин Яр по внутрішній трасі (полігон Сари-Шаган).
6 червня 2013 року з полігону Капустин Яр було проведено четвертий пуск.
Завершальний випробувальний пуск успішно пройшов 18 березня 2015 року.
Наприкінці 2019 року низка ЗМІ повідомили, що начебто перший комплекс «Авангард» з гіперзвуковим планером заступили на бойове чергування.